# Frínids
Phrynidae és una família de Arachnida de l'ordre Amblypygi. Les espècies de Phrynidae habiten en regions tropicals i subtropicals del nord i sud d'Amèrica. Algunes espècies són subterrànies; totes són nocturnes. Algunes espècies de Phrynidae posseeixen territoris que defensen dels altres individus.

## Taxonomia

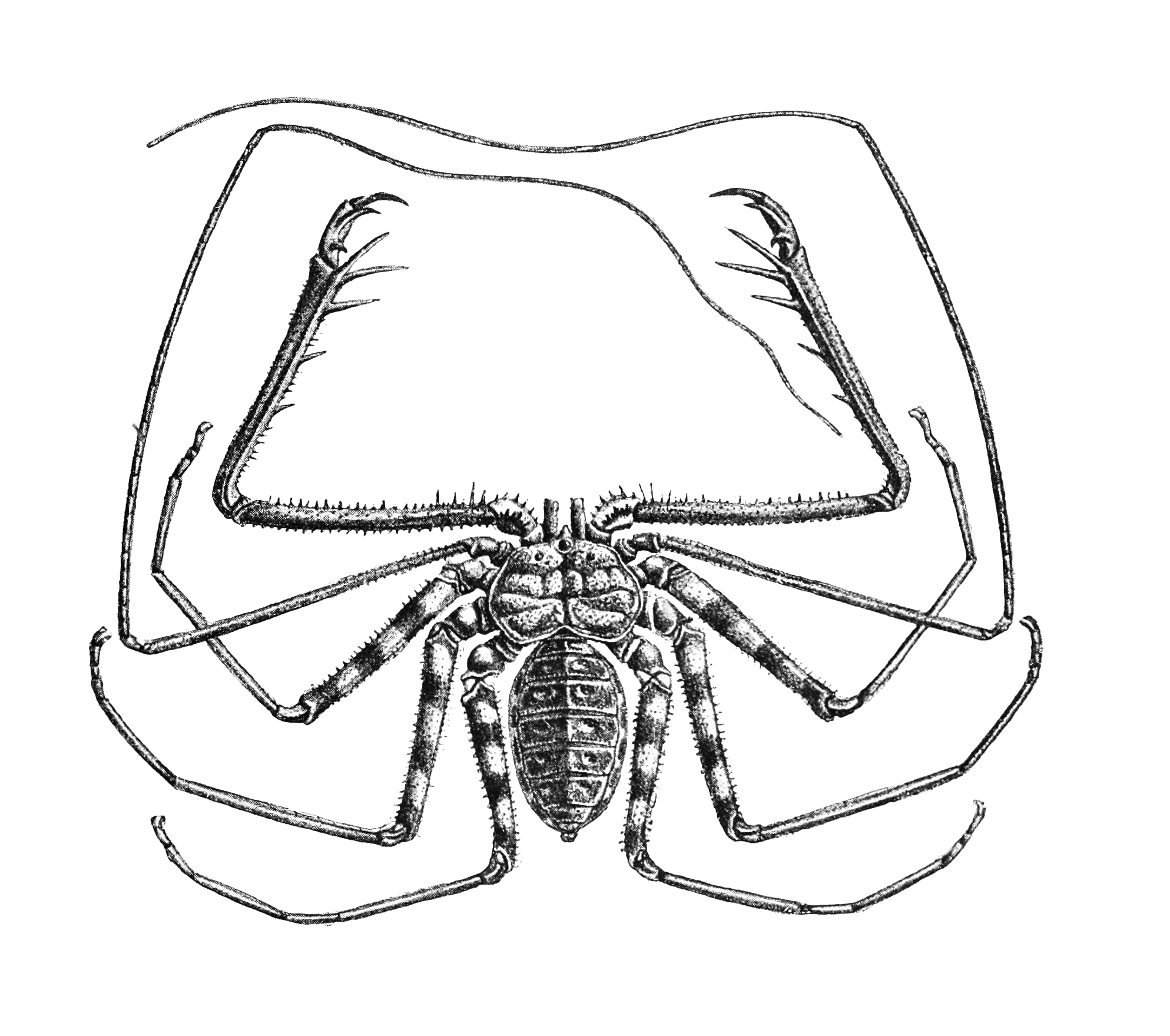
Damon johnstonii d'Àfrica Occidental

Els següents gèneres han estat reconeguts:
Phrynidae Blanchard, 1852
- Acanthophrynus Kraepelin, 1899 (1 espècie)
- †Britopygus Dunlop & Martill, 2002 (1 espècie; Cretàcic)
- †Electrophrynus Petrunkevich, 1971 (1 espècie; Miocè)
- Heterophrynus Pocock, 1894 (14 espècies)
- Paraphrynus Moreno, 1940 (18 espècies)
- Phrynus Lamarck, 1801 (28 espècies, Oligocè - Present)